# شون كولينز (لاعب هوكي الجليد أمريكي)
شون كولينز (بالإنجليزية: Sean Collins)‏ هو لاعب هوكي الجليد أمريكي، ولد في 30 أكتوبر 1983 في تروي في الولايات المتحدة.

## وصلات خارجية
- شون كولينز (لاعب هوكي الجليد أمريكي) على موقع دوري الهوكي الوطني (الإنجليزية)
- شون كولينز (لاعب هوكي الجليد أمريكي) على موقع EliteProspects.com (الإنجليزية)
- شون كولينز (لاعب هوكي الجليد أمريكي) على موقع HockeyDB.com (الإنجليزية)
- شون كولينز (لاعب هوكي الجليد أمريكي) على موقع Hockey-Reference.com (الإنجليزية)